# Pont du Diable (Céret)
Pont du Diable (tiếng Anh: Devil's bridge) hay Pont Vieux (tiếng Anh: Old bridge) là cây cầu có kiến trúc vòm bằng đá, bắc qua sông Tech tại Céret, Pháp, được xây dựng từ giữa những năm 1321 và 1341. Cầu có chiều dài 45,45 mét (149,1 ft) và chiều cao tính đến đỉnh vòm là 22,3 mét (73 ft).

## Lịch sử
Khi vừa xây xong, Pont du Diable là cây cầu có kiến trúc vòm lớn nhất thế giới, lớn hơn cả Ponte della Maddalena (lớn nhất thế giới trước đó) tại Ý. Mãi cho đến năm 1356, cầu Castelvecchio tại Verona (Ý) được xây dựng và trở thành cây cầu mới lớn hơn. Bị hư hại trong cuộc chiến Liên minh thứ nhất (1792-1797), tướng Pháp Luc Siméon Auguste Dagobert muốn đập bỏ nó đi nhưng trước khi bị phá hủy nó được cứu và được phục hồi sau đó.

## Gallery

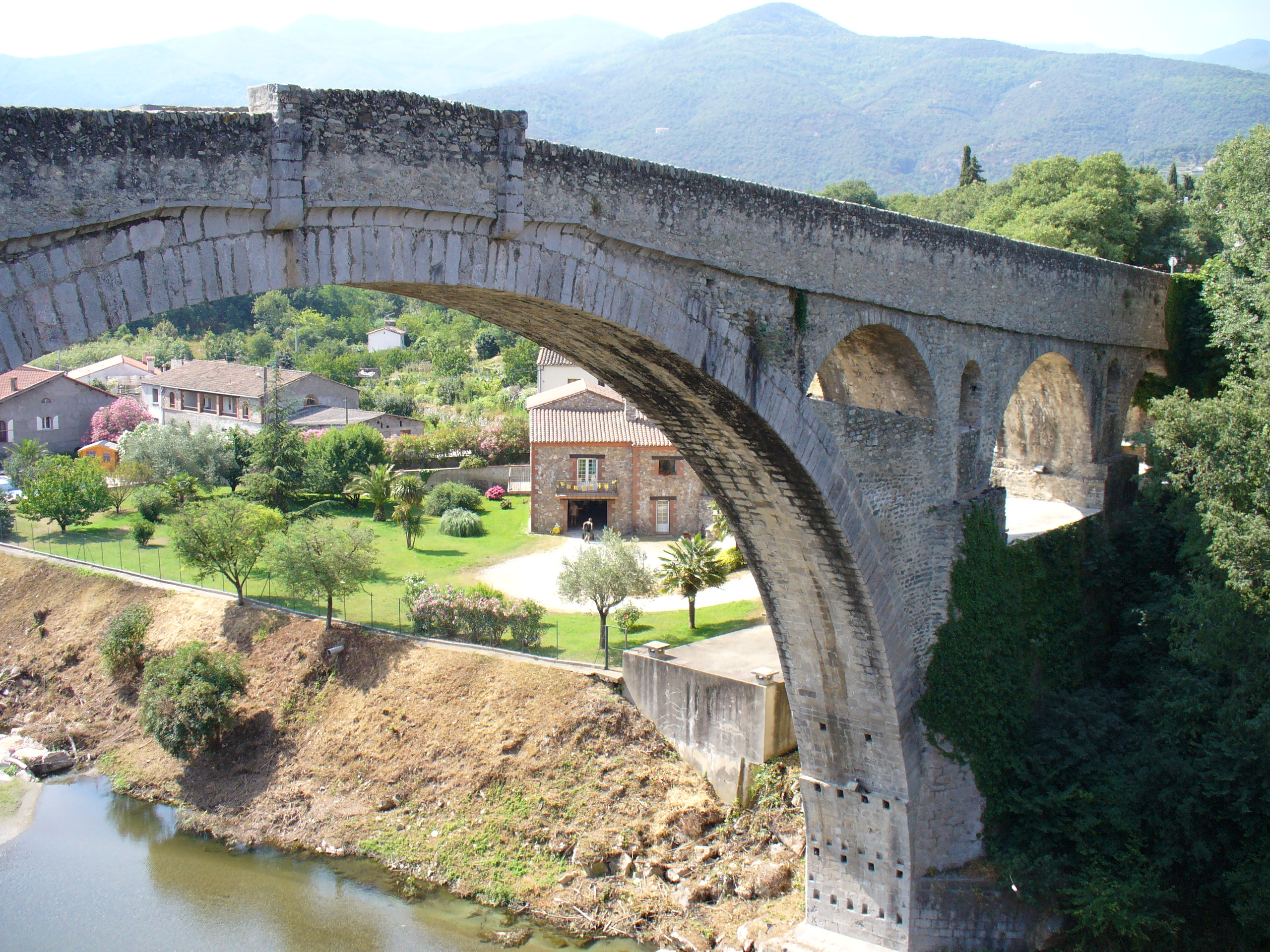
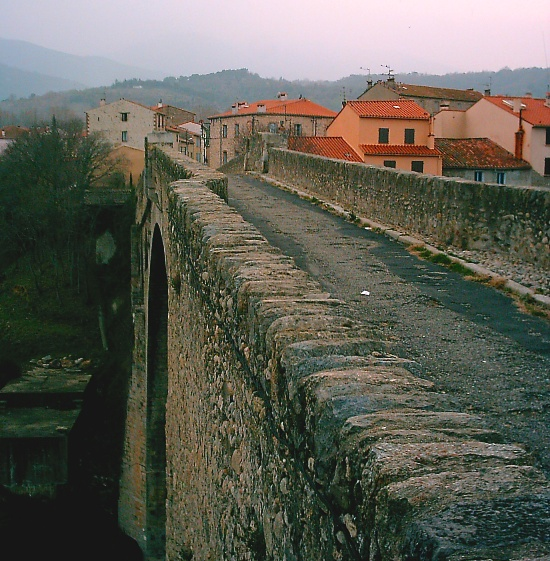
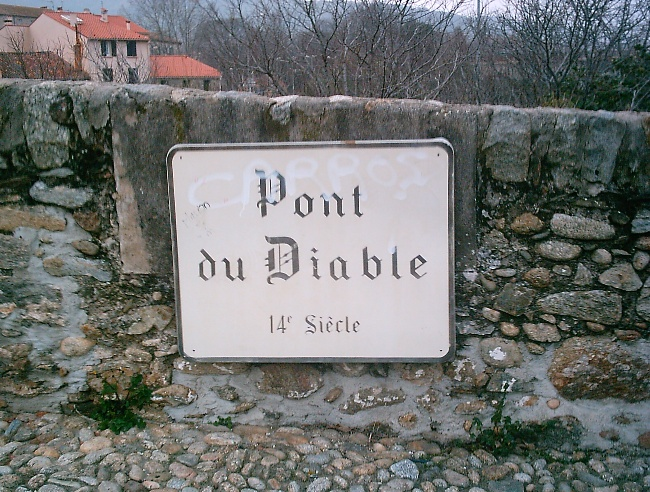
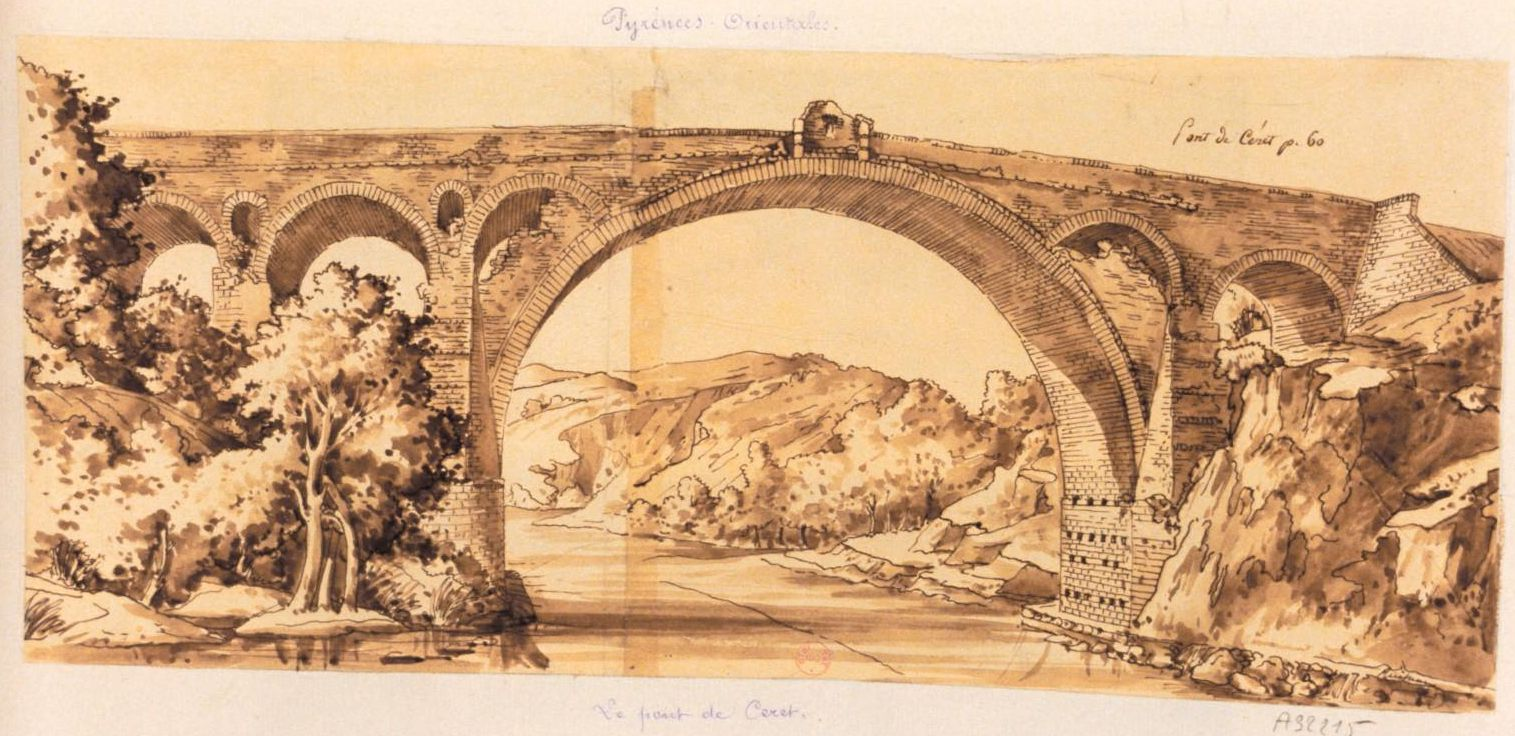
Pont du Diable (1830)
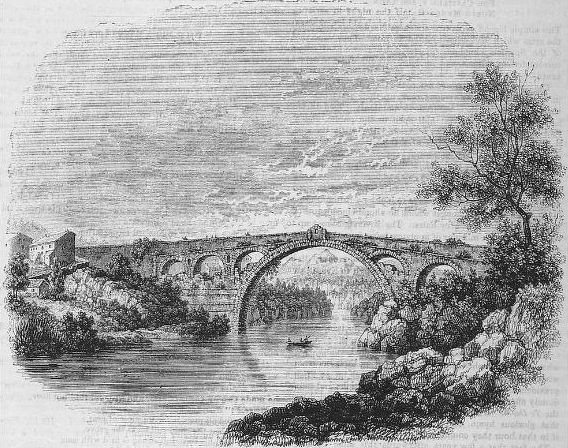
Pont du Diable (1853)
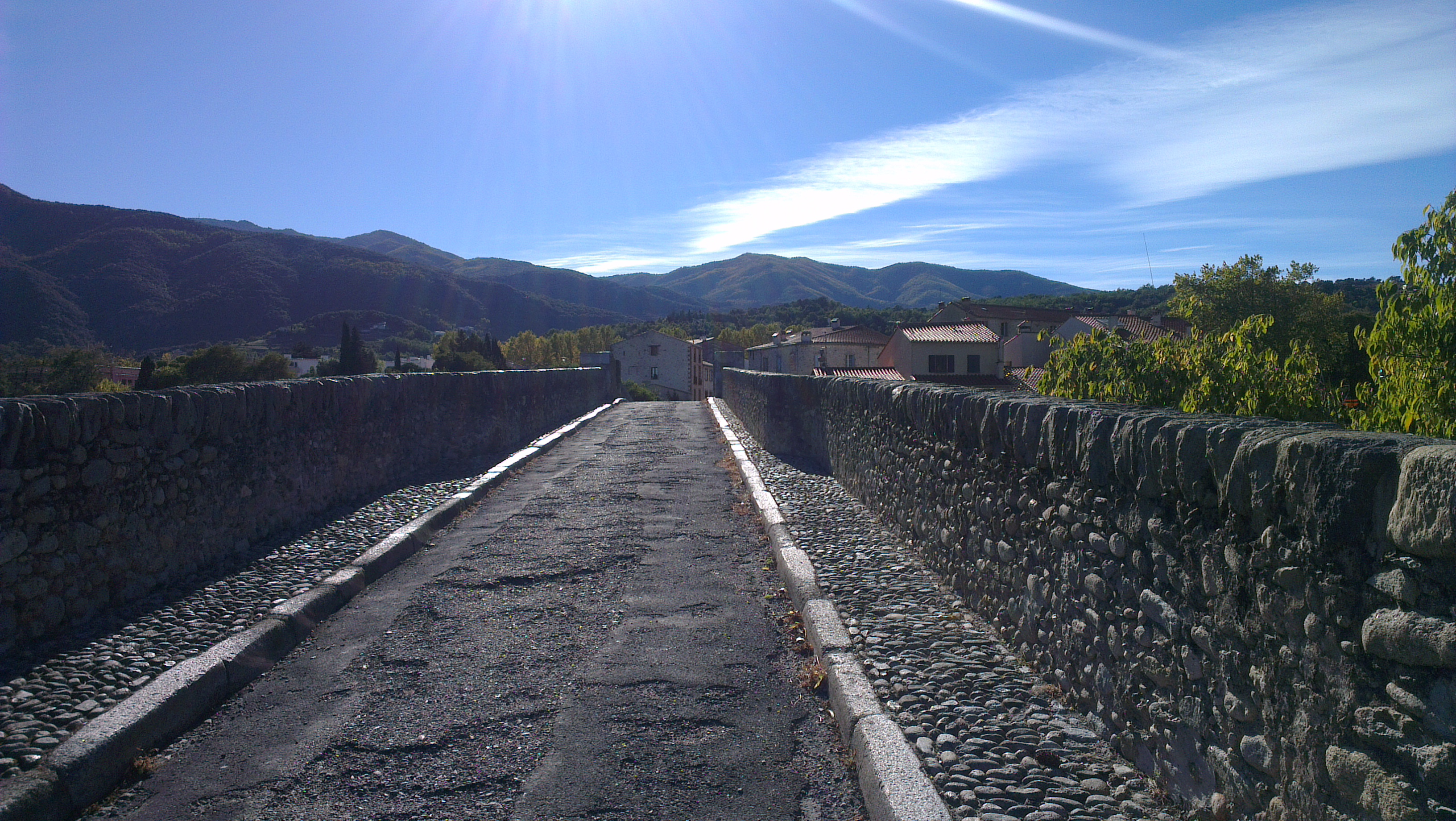
Walking across the bridge